# Richard Dawkins Foundation for Reason and Science

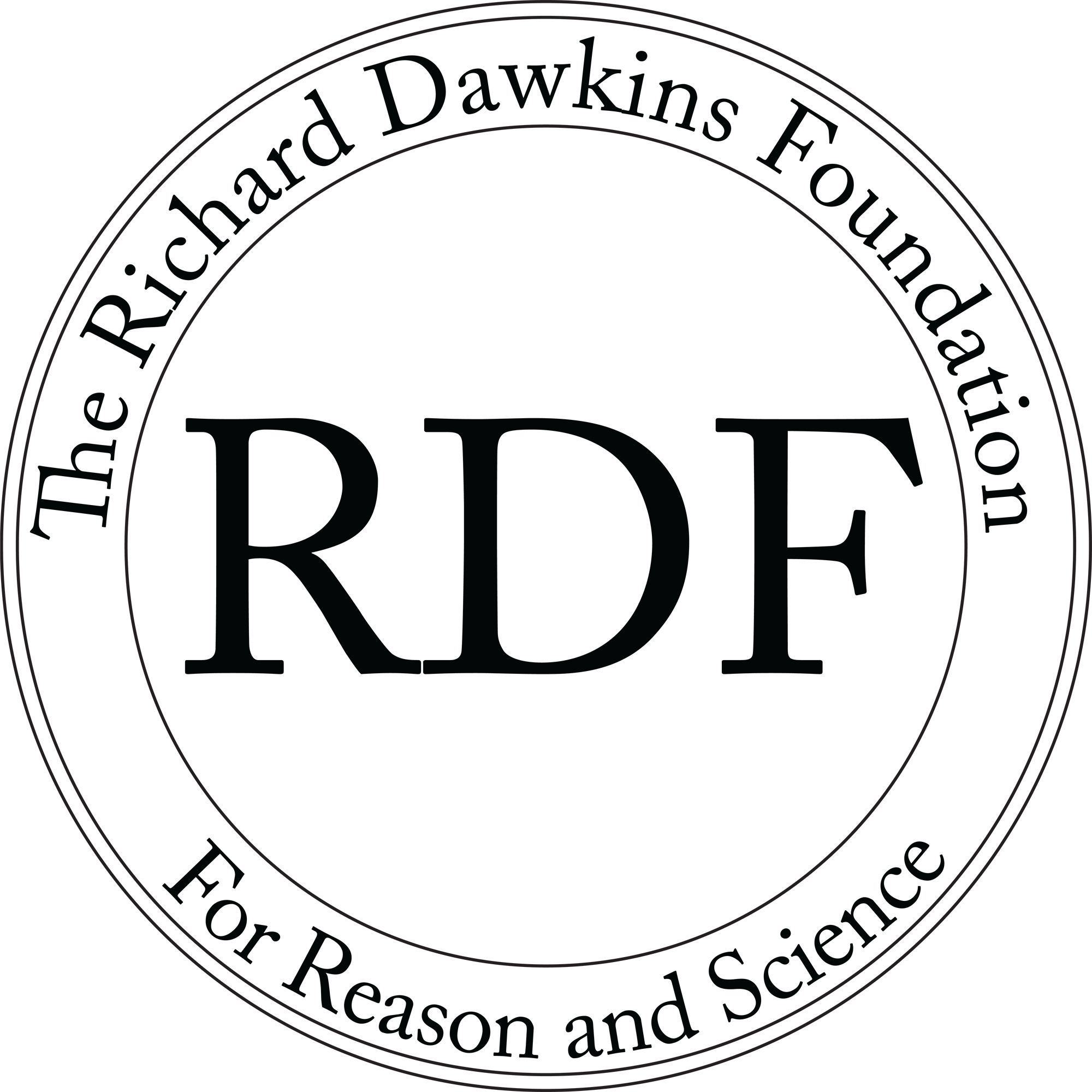
Logo RDF.

Richard Dawkins Foundation for Reason and Science (RDFRS lub RDF) – fundacja non-profit założona przez Richarda Dawkinsa w 2006 roku. Przewodniczącym fundacji jest Richard Dawkins.
Misją fundacji jest wspieranie edukacji naukowej, krytycznego myślenia i opartego na dowodach zrozumienia świata naturalnego, oraz poszukiwanie dróg przezwyciężenia religijnego fundamentalizmu, przesądów, nietolerancji i cierpienia.
Fundacja finansuje badania nad psychologią wiary i religii, naukowe programy edukacyjne oraz popiera i upowszechnia świeckie organizacje charytatywne.
2 kwietnia 2007 na stronie internetowej Fundacji zaczął działać sklep internetowy, w którym można kupić m.in. Growing Up in the Universe – DVD z wykładami od 1991 r. – które właśnie dzięki temu po raz pierwszy trafiły do sprzedaży.